# Meerjungfrau

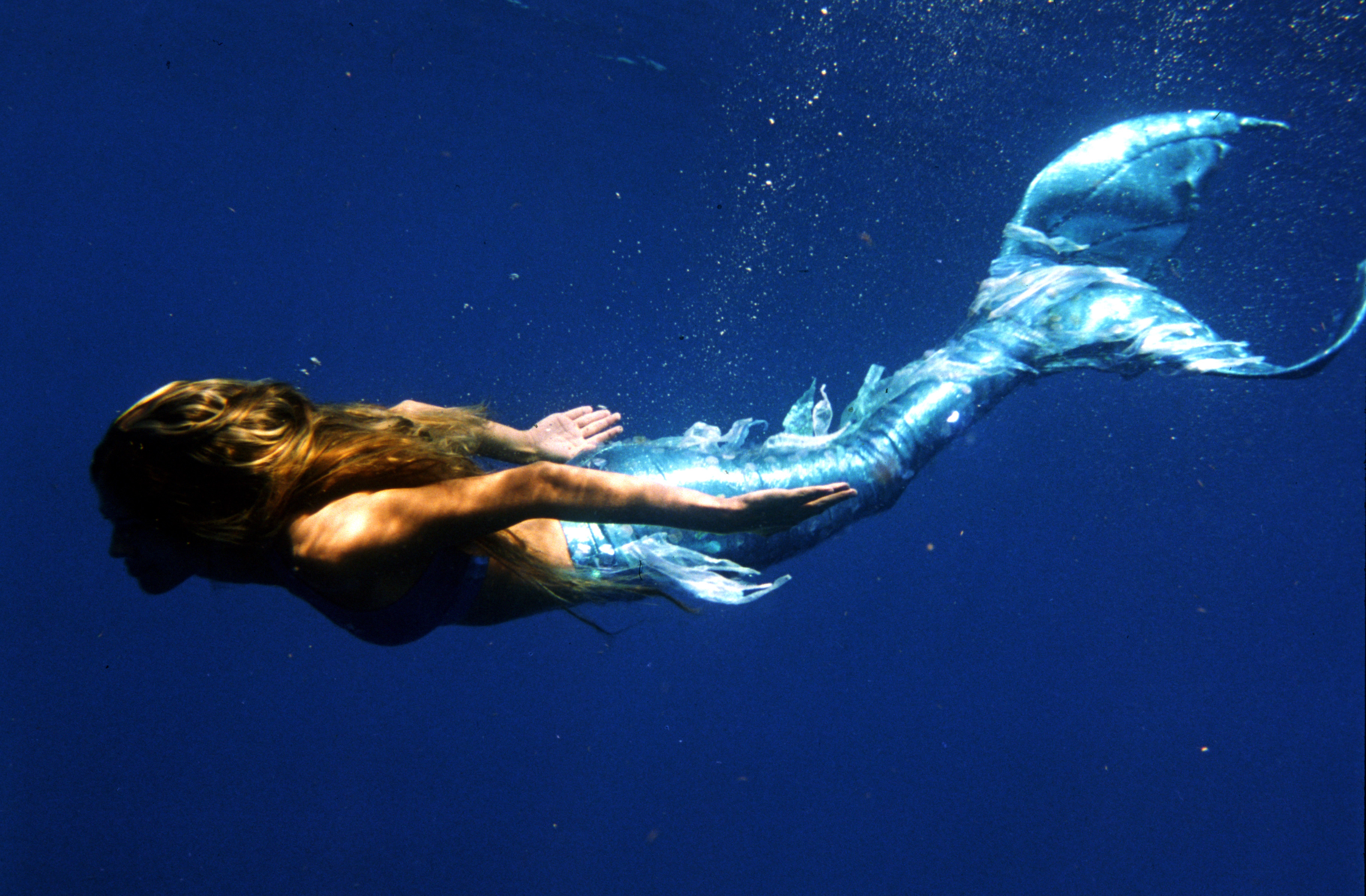
Apnoetaucherin Mehgan Heaney-Grier taucht mit künstlichem Meerjungfrauenschwanz.

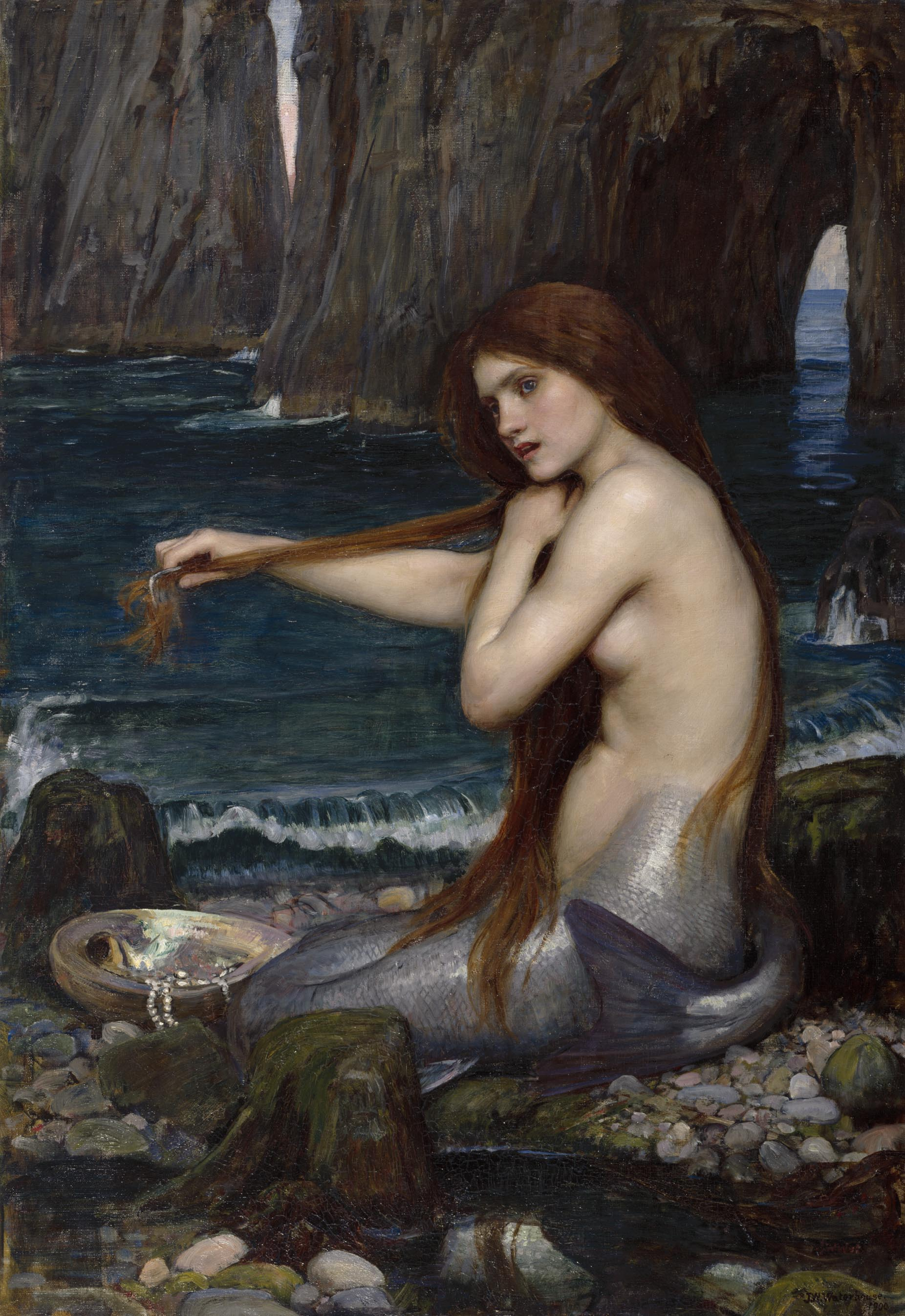
Die Meerjungfrau. Gemälde von John William Waterhouse.

Eine Meerjungfrau, auch Seejungfrau oder Fischweib, ist ein weibliches Fabelwesen, ein Mischwesen aus Frauen- und Fischkörper, das den Legenden und dem Aberglauben nach im Meer oder anderen Gewässern lebt. Als männliches Gegenstück zur Meerjungfrau gilt der Wassermann.

## Wesen
Charakteristisches Merkmal der Meerjungfrau ist ihre Erlösungsbedürftigkeit. Meist handelt es sich um ein seelenloses oder verdammtes Wesen, das nur durch die Liebe eines menschlichen Gemahls von seinem Schicksal befreit werden kann.
Wie alle weiblichen Wasserwesen ist die Meerjungfrau in der tiefenpsychologischen Deutung eine Form des Mutterarchetyps, eine Ausprägung der sogenannten Anima (vgl. Carl Gustav Jung). Anders als bei den schützenden Wasserfrauen und den bedrohlichen Nixen kommt bei der Meerjungfrau aber eher der Aspekt des schutz- und erlösungsbedürftigen Weibchens zum Ausdruck.
In der Heraldik ist die Meerfrau (neutral ohne Bezug auf Jungfräulichkeit) eine anerkannte Wappenfigur.
Meerjungfrauen wurden in der Kunstgeschichte oft mit Wollust in Verbindung gebracht.

### Abgrenzung zu vergleichbaren Fabelwesen
Schwer abzugrenzen ist die Meerjungfrau von ähnlichen Wesen
- Wasserfrauen (Aspekt der Mütterlichkeit bzw. der Liebe)
- Nixen (Aspekt der Bedrohung bzw. Verführung)

Bei zahlreichen Wasserwesen ist eine eindeutige Zuordnung zu einer der Kategorien nicht möglich (z. B. „Die schöne Lau“ von Eduard Mörike). Zudem werden gerade in neuerer Zeit die genannten Begriffe häufig verwechselt – falls es überhaupt jemals eine klare Trennung gab – und wie Synonyme verwendet.
Die Sirenen sind in der griechischen Mythologie weibliche Fabelwesen (Mischwesen aus ursprünglich Frau und Vogel), welche durch betörenden Gesang die vorbeifahrenden Schiffer anlocken, um sie zu töten. Dies geschieht, indem sie ihre Opfer schnell in die Tiefe ziehen. Die Betroffenen kommen daher oft nicht infolge von Ertrinken ums Leben, sondern sterben durch die Einwirkungen des Wasserdrucks. Sirenen werden fälschlicherweise oft mit Meerjungfrauen und Nixen verwechselt oder gleichgesetzt, da sie im Mittelalter auch mit Fischschwänzen dargestellt wurden. Sie gehören jedoch ursprünglich in den Bereich der Todesdämonen und waren mit den Harpyien und Lamien verwandt.
Die Rusalka ist in der slawischen Mythologie eine ertrunkene Jungfrau oder vom Wodjanoi, dem männlichen Gegenstück zur Rusalka, in sein Unterwasser-Reich gewaltsam entführte Frau.
Orientalische Mythologie

Die berühmte Statue der Kleinen Meerjungfrau im Hafen von Kopenhagen.

In den Geschichten aus Tausendundeiner Nacht kommen Meermenschen in mehreren Erzählungen vor.
- In Der Fischer und der Meermann (ANE 256) haben sie im Meer eine ganze Gesellschaft aufgebaut haben, die in ihren Bräuchen Ähnlichkeiten, doch auch starke Unterschiede zur arabisch-orientalischen Welt haben.[3] Die Charakteristika der Meerjungfrauen weisen dabei keine Parallelen zu den europäischen Erzählungen auf. Gemeinhin kennen diese Meermenschen keine Hochzeit, ein Meermann darf seine Lust an einer Meerfrau ohne Ehe stillen. Verheiratete Meerfrauen, die des Ehebruchs überführt werden, werden in eine Stadt nur für Frauen verbannt; werden sie schwanger und das neugeborene Kind ein Mädchen, verbannt man sie mit dem Kind, das Zeitlang den Namen Dirne trägt. Ist das geborene Kind ein Junge, wird es getötet.[3]
- Auch in Die Meerfrau Dschullunar und ihr Sohn Badr (ANE 227) haben die Meermenschen eine ganze Unterwassergesellschaft aufgebaut.

### Abgrenzung zu Fabelwesen mit eigenständiger Historie
Die Gestalt des Ningyo im japanischen Volksglauben wird oft mit Meerjungfrau übersetzt, hat entstehungsgeschichtlich jedoch nichts mit der Fabelgestalt westlicher Prägung zu tun. Sie hat sich trotz äußerer Ähnlichkeit unabhängig davon entwickelt. Ähnlich eigenständig hat sich die schottische Figur des Selkies entwickelt, die sich als Sagengestalt auf eine Robbe gründet.
Die Südtiroler Gestalt der Anguana ist kein Fabelwesen, sondern ein weiblicher Dämon.

## Gestalt und Aussehen

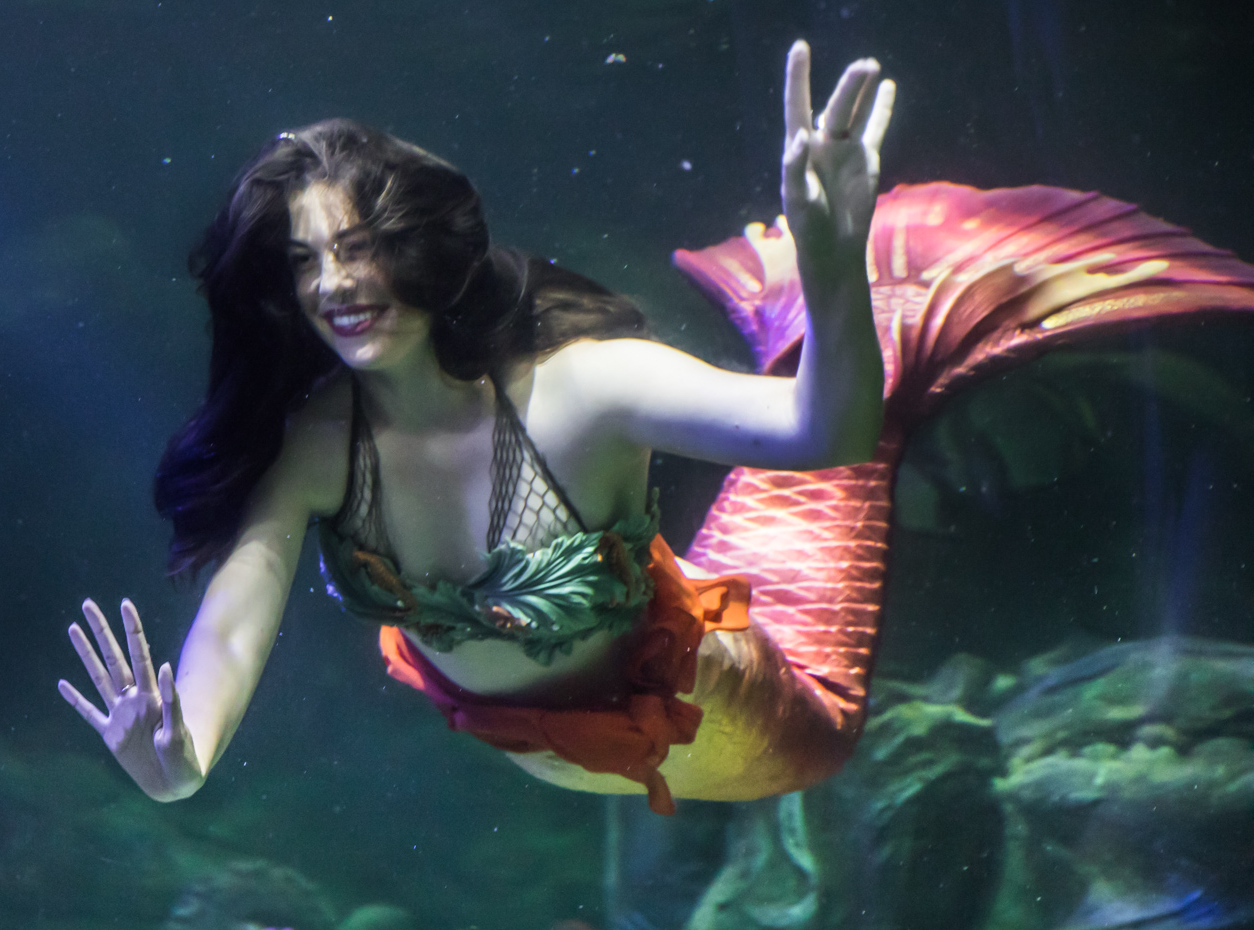
Eine Meerjungfrauen-Darstellerin.

Ihre äußere Gestalt teilen die Meerjungfrauen mit den bereits genannten anderen weiblichen Wasserwesen. Ihre schönen jungen Körper sind nur in der oberen Hälfte menschlich, die untere Hälfte (meist ab der Hüfte) wird als mit Schuppen bedeckter Fischschwanz beschrieben. Auf den meisten Abbildungen ist die Schwanzflosse aber keine senkrechte Fischflosse, sondern eine waagerechte Fluke wie bei den Meeressäugern. Ihre Haare können grün schimmern oder ganz und gar grün sein, durchaus aber, je nach Darstellung, auch andere Farben aufweisen.
Die Beschreibung geht auf die Eindrücke von Seefahrern zurück, die schöne junge Frauen gesehen haben wollen, die sich bei gutem Wetter auf Klippen sonnen. Möglicherweise sind viele dieser Sichtungen damit zu erklären, dass Seekühe oder andere Tiere von den Seeleuten für Meerjungfrauen gehalten wurden.
Gemeinhin werden Meerjungfrauen mit freiem, barbusigen Oberkörper dargestellt, in jugendfreien Kontexten werden die Brüste meist durch herabfallendes Haar, (meist trägerlose) Büstenhalter oder eine Fischschuppenabdeckung verhüllt.

## Bekannte Meerjungfrauen
Älteste Vertreterin des Typus ist Undine, ein weiblich-jungfräulicher Wassergeist, der erst nach Vermählung mit einem Menschenmann eine Seele bekommt. Sie tauchte erstmals in Schriften des frühen 14. Jahrhunderts auf.
Abgewandelt wird das Motiv bei Melusine, einer dem schwäbischen Raum entstammenden Volkssagen. Die Seejungfrau wandelt an sechs Wochentagen als Menschenfrau umher und erlangt nur an Samstagen ihre ursprüngliche Gestalt. Die Neugierde ihres menschlichen Gatten verhindert ihre Erlösung.
Darüber hinaus tauchen Seejungfrauen insbesondere in den Märchen/Sagen Die Wasserjungfer und Die Grüne Jungfer (beide Harz) sowie Die schöne Brunnenfrau (Lothringen) auf. Besondere Bedeutung kommt insofern der Sage vom Stauffenberger (Schwarzwald) zu, die unter anderem Paracelsus in seinem liber de nymphis aus dem 16. Jahrhundert und Achim von Arnim in Des Knaben Wunderhorn von 1808 aufgreifen.
Die bekannteste Meerjungfrau stammt aus der Feder des dänischen Märchendichters Hans Christian Andersen (1837): Die kleine Meerjungfrau. Auch ihre Erlösung scheitert, da sie trotz schwerer Opfer nicht die Liebe des Prinzen gewinnen kann und zu Meerschaum wird. Verewigt wurde die Figur im Wahrzeichen Kopenhagens. Eine ähnliche Statue (Havis Amanda) befindet sich in Helsinki. Sehr bekannt sind auch die tschechischen Märchenverfilmungen sowie Walt Disneys Umsetzung in dem Film Arielle, die Meerjungfrau, eines der älteren Kunstmärchen der Neuzeit.
Als Nebenfiguren tauchen Meerjungfrauen auch in Peter Pan auf.
In der Serie Spongebob Schwammkopf gibt es außerdem die abgewandelte Figur des „Meerjungfraumanns“, der in der Serie mit seinem Partner Blaubarschbube ein greises Superheldenduo stellt und stark an Aquaman von DC Comics angelehnt ist.
Bei dieser Zeichentrickserie gibt es auch eine Figur, inspiriert vom römischen Meeresgott „Neptun“, genannt „König Neptun“, der in Form eines Wassermanns dargestellt wird. König Neptun hat dort eine Tochter namens „Prinzessin Mindy“, die in Form einer Meerjungfrau auftritt.
Das Motiv der Meerjungfrau in der wandelnden Badewanne stammt aus dem modernen Märchen „Die Meerjungfrau im Trockenen“ von Christian Peitz.
Bildlich dargestellt wurden Meerjungfrauen als Galionsfiguren am Bug von Schiffen. Häufig anzutreffen sind sie auch als Motiv in der Kunst des Jugendstils.

## Rezeption

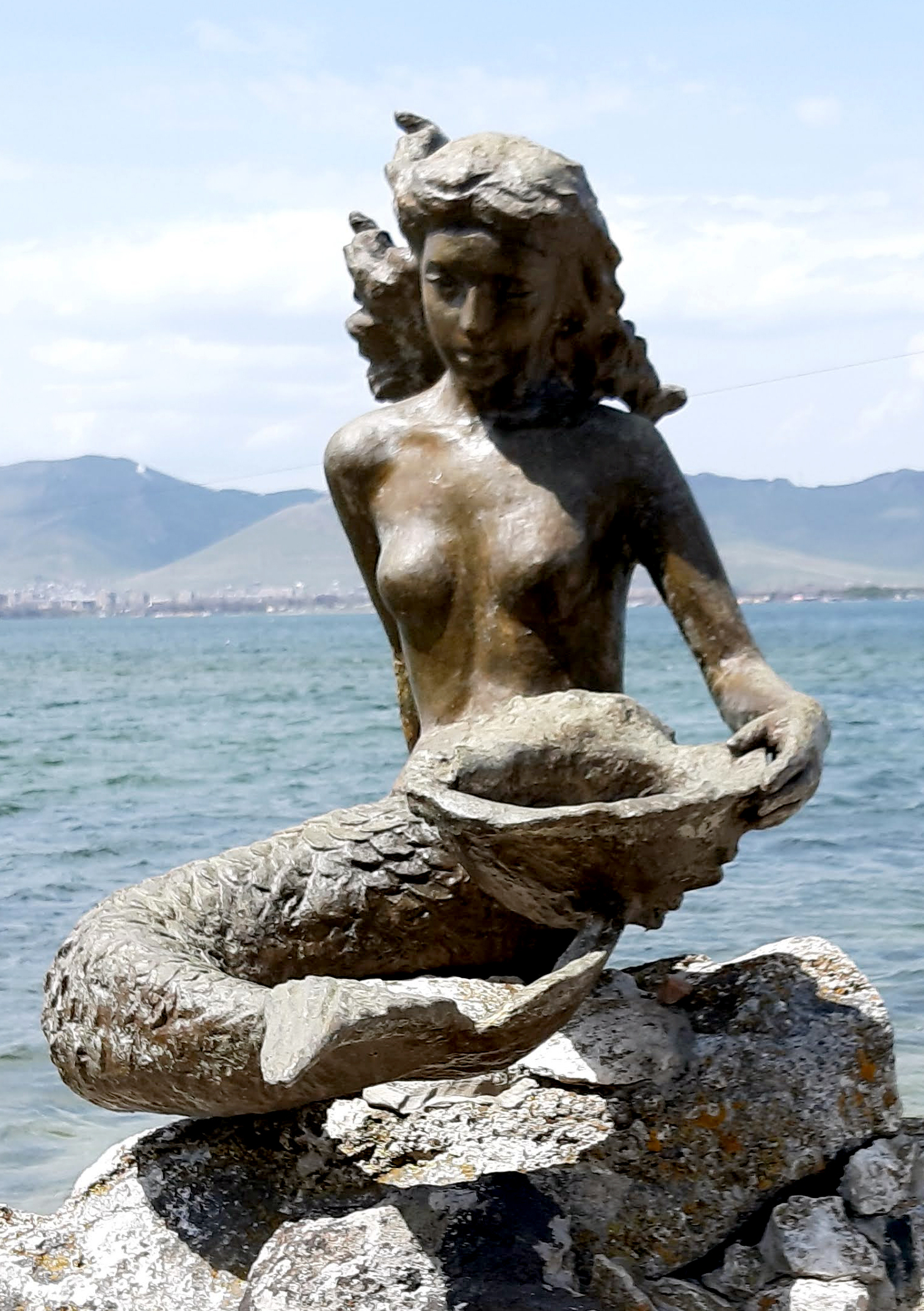
Meerjungfrau-Statue in Armenien.

### Film
Seit der Entwicklung des Films haben Meerjungfrauen in zahlreichen Filmen und Fernsehserien Einzug gefunden (→ Liste von Filmen mit Meerjungfrauen).
Im zeitgenössischen Film sehr bekannte Filme bzw. Serien über Meerjungfrauen sind etwa der Zeichentrickfilm Disneys Arielle, die Meerjungfrau (1989), die Realverfilmung von 2023, die sich an Motiven von Hans Christian Anderssens Märchen Die kleine Meerjungfrau orientieren, sowie die australische Serie H2O – Plötzlich Meerjungfrau (2006–2010), in der drei jugendliche Mädchen durch eine verzauberte Höhle in Meerjungfrauen verwandelt werden. In der dazu gehörigen Spin-Off-Serie Mako – Einfach Meerjungfrau (2013–2016) müssen wiederum drei Meerjungfrauen an Land in der Welt der Menschen überleben.

#### Meerjungfrauen in Werken zeitgenössischen Filmkultur (Auswahl)
- 1989: Arielle, die Meerjungfrau, USA, Zeichentrickfilm, von The Walt Disney Company, nach Motiven von Hans Christian Anderssens Märchen Die kleine Meerjungfrau.
- 2006–2010: H2O – Plötzlich Meerjungfrau, Australien, Fernsehserie, in der drei jugendliche Mädchen (dargestellt von Claire Holt, Phoebe Tonkin und Cariba Heine) durch eine verzauberte Höhle in Meerjungfrauen verwandelt werden.
- 2013–2016: Mako – Einfach Meerjungfrau, Australien, Fernsehserie, in der drei Meerjungfrauen an Land in der Welt der Menschen überleben müssen (in den Hauptrollen Amy Ruffle, Lucy Fry und Ivy Latimer).
- 2017: Blue My Mind, Schweiz, Spielfilm, in der ein jugendliches Mädchen (dargestellt von Luna Wedler) sich in eine Meerjungfrau verwandelt
- 2023: Arielle, die Meerjungfrau, USA, Realverfilmung des Zeichentrickfilms von 1989, mit Halle Bailey in der gleichnamigen Hauptrolle.

## Mermaiding

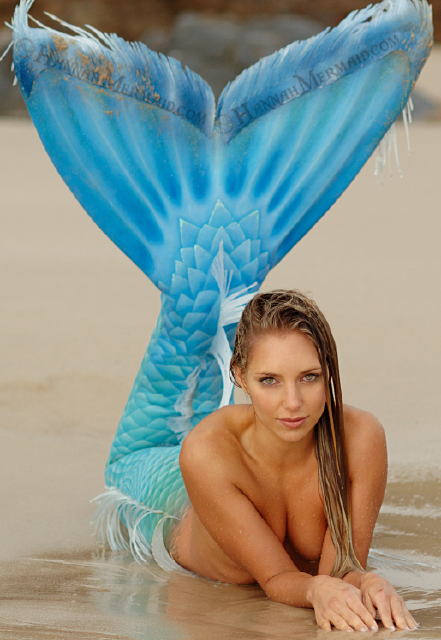
Hannah Fraser als Hannah Mermaid, 2006.

Die Beliebtheit von Meerjungfrauen führte zur Entwicklung des Mermaiding, einer Wassersport-Nischenart, die vor allem Mädchen und Frauen praktizieren. Mittels künstlich angefertigter Meerjungfrauenschwänze schlüpfen die Teilnehmer in die Rolle von Meerjungfrauen und tauchen mit dem Fischschwanz im Wasser. Professionelle Mermaids arbeiten vor allem als Models und Unterhaltungskünstlerinnen. Bekannte professionelle Mermaids sind etwa  Hannah Fraser, Melissa Dawn und Kathrin Gray.